# Norton Internet Security
Norton Internet Security – pakiet narzędzi stworzony i rozwijany przez firmę Symantec. Celem narzędzi jest kompleksowa ochrona przed zagrożeniami z sieci. Dostępny na platformach Microsoft Windows i MAC OS X.